# Thomas Shelton (traducteur)
Pour les articles homonymes, voir Thomas Shelton et Shelton.
Thomas Shelton (mort après 1620) est un traducteur anglais ; sa principale traduction est Don Quichotte.
Miguel de Cervantes a publié son roman Don Quichotte en deux parties, en 1605 et en 1615. Shelton a publié la traduction de la première partie en 1612. Il s'agit de la première traduction du roman, toutes langues confondues, ainsi que la plus ancienne en langue anglaise. 